# 飯田大祐
飯田 大祐（いいだ だいすけ、1990年9月19日 - ）は、茨城県稲敷郡阿見町出身の元プロ野球選手（捕手）。右投右打で、現役引退後の2021年からオリックス・バファローズのコーチを務めている。

## 経歴

### プロ入り前
茨城県稲敷郡阿見町に生まれる。阿見小学校1年生から野球を始め、小学5年生から捕手を務める。阿見町立阿見中学校では軟式野球部に所属。
常総学院高校では1年夏からベンチ入りし、3年連続で夏の甲子園に出場。第88回全国高等学校野球選手権大会では試合出場はなかった。その後、1年秋からレギュラーとして活躍。第89回全国高等学校野球選手権大会では1学年先輩のエース清原大貴とバッテリーを組み、初戦の京都外大西高校戦では9回1安打無失点に抑えていたが、延長では点の取り合いになり、延長12回で3-5で敗れた。第90回全国高等学校野球選手権記念大会では初戦の関東一高校戦で4安打1本塁打と結果を残すが、5-13でこの年も初戦で敗退した。甲子園通算2試合、打率.500（8打数4安打）、1本塁打2打点。
中央大学では1年春からベンチ入りし、3年春に正捕手として活躍。打率.306、2本塁打の結果を残し、ベストナインに輝いた。4年の秋は打率.115と低迷。プロ志望届を提出したが、指名漏れした。リーグ通算62試合、166打数37安打9打点、打率.223。1学年先輩に井上晴哉、同期に鍵谷陽平、2学年後輩に島袋洋奨がいる。
Honda鈴鹿入社後、正捕手として2年目の第85回都市対抗野球大会では守屋功輝、土肥寛昌、ヤマハからの補強選手、竹下真吾をリード。初戦の沖縄電力戦では3打数3安打の活躍。続くJX-ENEOS戦も3打数2安打2打点の活躍を見せた。第40回社会人野球日本選手権大会では初戦の明治安田生命に敗れた。4年目の第87回都市対抗野球大会はエースの平井克典をリードし、ベスト8進出。第42回社会人野球日本選手権大会では初戦の新日鐵住金広畑戦では平井をリードし、森原康平との投げ合いを制し、完封勝利に貢献。続く大阪ガス戦は酒居知史に抑えられ、0-9で敗れた。
2016年のNPBドラフト会議で、オリックス・バファローズに7巡目で指名。契約金2500万円、年俸1000万円（金額は推定）という条件で入団した。背番号は45。

### オリックス時代
2017年には、ウエスタン・リーグ公式戦41試合の出場で打率.228を記録。レギュラーシーズン終盤の10月3日には、札幌ドームの対北海道日本ハムファイターズ戦で、「9番・捕手」としてスタメンで一軍公式戦へのデビューを果たした。
2018年には、ウエスタン・リーグ公式戦39試合の出場で、打率.255、2本塁打を記録。一軍公式戦では、前年と同じくシーズン終盤の2試合に出場したが、初安打を放つまでには至らなかった。
2019年には、ウエスタン・リーグ公式戦53試合に出場したが、打率が.157と低迷。一軍公式戦には入団後最多の8試合に出場したが、無安打でシーズンを終えた。
2020年には、ウエスタン・リーグ公式戦46試合に出場。打率は.200で、入団後初めて一軍公式戦への出場機会がなかった。安定した守備で若手の投手から厚い信頼を得ていたが、一軍の公式戦で1本も安打を放てないまま、レギュラーシーズン終盤の11月4日に球団から戦力外通告と同時にコーチへの就任を打診されたことを受け、現役を引退した。12月2日付で、NPBから自由契約選手として公示。

### 現役引退後
2021年はオリックスのブルペン担当補佐としてコーチングスタッフに名を連ねたが、実際にはコーチ登録は行われなかった。この年には阪神タイガースから移籍した能見篤史投手が投手コーチ（ブルペン担当）を兼任することから、一軍で能見が投手としてベンチ入りメンバーに登録された試合では、ブルペン担当コーチの役割を代行した。
2022年は育成コーチに配置転換となったが、8月30日にコーチ登録を抹消されブルペン捕手登録になっていた。2023年からは再度育成コーチとして登録されている。

## 選手としての特徴・人物
遠投110m、二塁送球1.90秒台の安定した送球と捕球に加え、インサイドワークに定評がある捕手。勝負強い打撃も魅力。
愛称は「大将（たいしょう）」。

## 詳細情報

### 年度別打撃成績
| 年 度     | 球 団      | 試 合 | 打 席 | 打 数 | 得 点 | 安 打 | 二 塁 打 | 三 塁 打 | 本 塁 打 | 塁 打 | 打 点 | 盗 塁 | 盗 塁 死 | 犠 打 | 犠 飛 | 四 球 | 敬 遠 | 死 球 | 三 振 | 併 殺 打 | 打 率 | 出 塁 率 | 長 打 率 | O P S |
| --------- | ---------- | ----- | ----- | ----- | ----- | ----- | -------- | -------- | -------- | ----- | ----- | ----- | -------- | ----- | ----- | ----- | ----- | ----- | ----- | -------- | ----- | -------- | -------- | ----- |
| 2017      | オリックス | 2     | 3     | 3     | 0     | 0     | 0        | 0        | 0        | 0     | 0     | 0     | 0        | 0     | 0     | 0     | 0     | 0     | 2     | 0        | .000  | .000     | .000     | .000  |
| 2018      | オリックス | 2     | 3     | 2     | 0     | 0     | 0        | 0        | 0        | 0     | 0     | 0     | 0        | 0     | 0     | 1     | 0     | 0     | 1     | 0        | .000  | .333     | .000     | .000  |
| 2019      | オリックス | 8     | 16    | 13    | 0     | 0     | 0        | 0        | 0        | 0     | 0     | 0     | 0        | 3     | 0     | 0     | 0     | 0     | 4     | 1        | .000  | .000     | .000     | .000  |
| 通算：3年 | 通算：3年  | 12    | 22    | 18    | 0     | 0     | 0        | 0        | 0        | 0     | 0     | 0     | 0        | 3     | 0     | 1     | 0     | 0     | 7     | 1        | .000  | .053     | .000     | .053  |

### 年度別守備成績
| 年 度 | 球 団      | 捕手  | 捕手  | 捕手  | 捕手  | 捕手  | 捕手     | 捕手  | 捕手     | 捕手     | 捕手     | 捕手     |
| 年 度 | 球 団      | 試 合 | 刺 殺 | 補 殺 | 失 策 | 併 殺 | 守 備 率 | 捕 逸 | 企 図 数 | 許 盗 塁 | 盗 塁 刺 | 阻 止 率 |
| ----- | ---------- | ----- | ----- | ----- | ----- | ----- | -------- | ----- | -------- | -------- | -------- | -------- |
| 2017  | オリックス | 1     | 3     | 0     | 0     | 0     | 1.000    | 0     | 0        | 0        | 0        | .000     |
| 2018  | オリックス | 1     | 3     | 0     | 0     | 0     | 1.000    | 0     | 0        | 0        | 0        | .000     |
| 2019  | オリックス | 8     | 34    | 5     | 0     | 0     | 1.000    | 0     | 5        | 4        | 1        | .200     |
| 通算  | 通算       | 10    | 40    | 5     | 0     | 0     | 1.000    | 0     | 5        | 4        | 1        | .200     |

### 記録
初記録
- 初出場・初先発出場：2017年10月3日、対北海道日本ハムファイターズ24回戦（札幌ドーム）、9番・捕手で先発出場
- 初打席：同上、3回表に高梨裕稔から空振り三振

### 背番号
- 45（2017年 - 2020年）
- 91（2021年 - ）